# El Tejoruco, Tecoanapa
El Tejoruco är en ort i Mexiko.   Den ligger i kommunen Tecoanapa och delstaten Guerrero, i den södra delen av landet, 280 km söder om huvudstaden Mexico City. El Tejoruco ligger 449 meter över havet och antalet invånare är 389.
Terrängen runt El Tejoruco är kuperad västerut, men österut är den platt. Runt El Tejoruco är det ganska glesbefolkat, med 42 invånare per kvadratkilometer. Närmaste större samhälle är Ayutla de los Libres, 15,7 km öster om El Tejoruco. Omgivningarna runt El Tejoruco är en mosaik av jordbruksmark och naturlig växtlighet.